# Damalis kerzhneri
Damalis kerzhneri är en tvåvingeart som beskrevs av Richter 1966. Damalis kerzhneri ingår i släktet Damalis och familjen rovflugor. Inga underarter finns listade i Catalogue of Life.